# Dvorníky-Včeláre
Dvorníky-Včeláre (in ungherese Méhészudvarnok) è un comune della Slovacchia facente parte del distretto di Košice-okolie, nella regione di Košice.